# Фердинанд фон Траутмансдорф-Вайнсберг
Франц Фердинанд фон Траутмансдорф-Вайнсберг (на немски: Franz Ferdinand Reichsfürst von und zu Trauttmansdorff-Weinsberg) е 1. имперски княз на Траутмансдорф-Вайнсберг, австрийски дипломат, политик, външен министър (1800/01) на Хабсбургската монархия при император Йозеф II и Франц II.

## Биография
Роден е на 12 януари 1749 година във Виена, Хабсбургска монархия. Произлиза от старата австрийска и бохемска рицарска фамилия фон Траутмансдорф от Източна Щирия. Той е най-малкият син на граф Франц Норберт фон Траутмансдорф-Вайнсберг (1705 – 1786) и втората му съпруга графиня Мария Анна фон Херберщайн (1723 – 1815), дъщеря на граф Фердинанд Леополд фон Херберщайн (1695 – 1744) и фрайин Мария Анна Маргарета фон Улм цу Ербах (1700 – 1762).
Баща му граф Франц Норберт е имперски съветник и кемерер на император Карл VI и 17 години от 1724 до 1741 г. гранд-майстер в двора на императорската сестра Мария Елизабет, ерцхерцогиня на Австрия, щатхалтерка на Австрийска Нидерландия. Франц Фердинанд наследява рано умрелия му полубрат граф Йозеф Венцел фон Траутмансдорф († 1769).
Франц Фердинанд следва в университета във Виена. През 1774 г. става дипломат в императорската канцелария във Виена. От 1780 до 1785 г. той е бохемски пратеник в Свещената римска империя в Регенсбург и от 1785 до 1787 г. австрийски пратеник в двора на курфюрста на Майнц. През октомври 1787 г. той е на служба в Брюксел. От 1787 до 1789 г. е министър и президент в Австрийска Нидерландия.
Франц Фердинанд става рицар на ордена на Златното руно през 1789 и на 10 април 1805 г. имперски княз на Траутмансдорф-Вайнсберг. От август 1807 г. до смъртта си 1827 г. той служи като оберстхофмайстер на император Франц II. Като такъв той през 1814/15 г. отговаря за организацията на Виенския конгрес.
Умира на 27 август 1827 година във Виена на 78-годишна възраст.

## Фамилия
Франц Фердинанд фон Траутмансдорф-Вайнсберг се жени на 18 май 1772 г. във Виена за графиня Мария Каролина фон Колоредо-Мансфелд (* 14 февруари 1752, Виена; † 20 септември 1832, Виена), дъщеря на княз Рудолф Йозеф фон Колоредо (1706 – 1788), граф на Валдзее, и графиня Мария Франциска Габриела фон Щархемберг (1707 – 1793). Те имат децата: 
- Мария Анна Габриела фон Траутмансдорф-Вайнсберг (* 23 септември 1774; † 27 май 1848), манастирска дама в Есен
- Мария Габриела фон Траутмансдорф-Вайнсберг (* 19 февруари 1776, Виена; † 22 ноември 1853, Прага), омъжена в Прага на 1 август 1799 г. за граф Франц Антон II Десфурс-Валдероде (* ок. 5 ноември 1774; † 29 юли 1831)
- Франц Норберт фон Траутмансдорф-Вайнсберг (* 23 юни 1777; † 15 март 1779)
- Мария Елизабет Франзиска де Паула Винценция Ферерия фон Траутмансдорф-Вайнсберг (* 16 декември 1778; † пр. 1797)
- Йохан фон Траутмансдорф-Вайнсберг (* 18 март 1780, Виена; † 24 септември 1834, Виена), 2. имперски княз на Траутмансдорф-Вайнсберг, женен на 13 февруари 1801 г. във Виена за Елизабет Мария Филипина фон Фюрстенберг-Вайтра (* 12 юли 1784, Виена; † 19 юни 1865, Виена)
- Мария Рената фон Траутмансдорф-Вайнсберг (* 10 септември 1781; † 12 септември 1781
- Франц Йохан Непомук Йоахим Филип (* 17 март 1783; † през 1783)
- Тереза фон Траутмансдорф-Вайнсберг (* 27 декември 1784; † млада)
- Франц Йозеф Фердинанд фон Траутмансдорф-Вайнсберг (* 19 февруари 1788, Брюксел; † 22 август 1870, Обристви), граф на Траутмансдорф-Вайнсберг, женен на 6 октомври 1821 г. в Прага за графиня Йозефина Кароли де Наги-Кароли (* 7 ноември 1803, Виена; + 9 май 1863, Виена)
- Карл фон Траутмансдорф-Вайнсберг (* 8 януари 1790; † 3 ноември 1796)

## Галерия
- Княжеският герб на фон Траутмансдорф на палат Траутмансдорф, Виена
- Палат Траутмансдорф на „Винер Херенгасе“ 21, Виена
- Замъкът по-късно дворец Траутмансдорф до град Мерано